# 佃井皆美
佃井 皆美（つくい みなみ、1987年〈昭和62年〉12月18日- ）は、日本の女優。
埼玉県出身。ジャパンアクションエンタープライズに所属していた。

## 略歴
- 関東国際高等学校演劇科20期生[5]。
- 2007年、ジャパンアクションエンタープライズに所属[1]。
- 2008年、映画『芸者vs忍者』で主演を務める[6]。
- 2012年、声帯結節の切除手術を行う[7]。
- 2014年、仮面ライダー鎧武/ガイムに湊耀子 / 仮面ライダーマリカ役で出演[8]。
- 2020年12月31日をもってジャパンアクションエンタープライズを退所し、以降はフリーとして活動[4]。
- 2021年5月13日、ウイントアーツとの業務提携を自身のSNS・ブログで発表した[9][10]。

## 人物
- ジャパンアクションエンタープライズ（JAE）第37期生[2]。
- アクションを得意とする女優。
- 特技は、殺陣、アクション、スタント、ダンス[1]。趣味は、舞台鑑賞、歌。
- 安室奈美恵に憧れて芸能界入りを決意。子供のころの夢は歌って踊れる歌手だった。
- 好きな食べ物は、納豆ご飯・唐揚げ・ハンバーグ・チーズ・桃[3]・チョコレート・焼きそばパン（理想の焼きそばパンは、「紅生姜たっぷり、青のりなしの、からしマヨネーズ」と、自身のブログで語る[11]）。

## エピソード
- 小野川晶[注釈 1]、北尾亘[注釈 1]、文音は高校の同級生。
- ヒーロー作品では悪役を演じることが多いが、自身ではヒーロー役を志望していた[12][3]。
- 養成所を出た後に『獣拳戦隊ゲキレンジャー』のリンシー役でスーツアクションを務め自身には向いていないと思い、以後スーツアクターは担当していなかったが、『仮面ライダー鎧武/ガイム』でプロデューサーの武部直美からの要望により変身前と変身後のスーツアクターの両方を担当した[3][12]。
- JAEの藤田慧とは同期で、『仮面ライダーW』のホッパー・ドーパントや『仮面ライダー鎧武/ガイム』の仮面ライダーマリカの一部など佃井の演じる役の変身後のスーツアクターを藤田が務めている[13]。佃井と藤田はベルトのサイズが同じであるなど体格がほとんど変わらないが、藤田は佃井のほうが顔が小さく太腿も細いと述べている[13]。

## 出演

### テレビドラマ
- 獣拳戦隊ゲキレンジャー（2007年 - 2008年、テレビ朝日 / 東映） - リンシー 役[3][12]
- 仮面ライダーシリーズ（テレビ朝日 / 東映）
  - 仮面ライダー電王（2007年 - 2008年）
  - 仮面ライダーW（2010年） - イナゴの女 役[8]
  - 仮面ライダー鎧武/ガイム（2014年1月 - 9月） - 湊耀子 / 仮面ライダーマリカ[注釈 2] 役
- 2008年新春スペシャルドラマ あんみつ姫の大冒険!（2008年、フジテレビ）[14]
- 陽炎の辻〜居眠り磐音 江戸双紙〜3（2009年、NHK総合） - 雑賀衆・霧子 役[15]
- タイムスクープハンター「禁制を入手せよ！戦国冒険行」（2011年、NHK総合） - ひより 役[1]
- 戦国★男士（2011年10月 - 2012年3月、テレビ神奈川） - 半蔵妹・旭 役[2]
- 水戸黄門 スペシャル（2015年6月29日、TBS / C.A.L） - お雪 役[1]
- ウルトラマンX 第12話 - 第14話（2015年10月6日 - 20日、テレビ東京） - ギナ・スペクター 役[1]
- 4号警備 第7話（2017年5月20日、NHK総合） - 女殺し屋 役[16]

### テレビ番組
- 関ジャニ特命捜査班7係（2016年1月30日、日本テレビ）[17]

### 映画
- 芸者VS忍者（2008年） - 主演 山部琴乃 役[6]
- トラ・コネ（2008年） - エルナ 役[18]
- 仮面ライダーシリーズ
  - 劇場版 さらば仮面ライダー電王 ファイナル・カウントダウン（2008年） - 娘 役[1]
  - 仮面ライダー×仮面ライダー 鎧武&ウィザード 天下分け目の戦国MOVIE大合戦（2013年） - 湊耀子 役[19]
  - 劇場版 仮面ライダー鎧武 サッカー大決戦!黄金の果実争奪杯!（2014年7月） - 湊耀子 / 仮面ライダーマリカ 役[20]
- プライド（2009年） - 女子大生 役[1]
- ゴスロリ処刑人（2010年） - 咲彗 役[21]
- 劇場版 獣電戦隊キョウリュウジャー ガブリンチョ・オブ・ミュージック （2013年） - アーシー 役[22]
- 009ノ1 THE END OF THE BEGINNING （2013年） - イプシロン 役[23]
- 破裏拳ポリマー（2017年5月） - ナオ 役[24]
- サプライズ!（2017年）
- かぞくわり（2019年）[25]

### オリジナルビデオ
- 仮面ライダー電王 超バトルDVD 〜うたって、おどって、大とっくん!!〜（2007年）
- ぎゃるVSヤン女 -紅の決闘-（2011年） - 主演 日和 役
- 鎧武外伝（2015年）
  - 仮面ライダー斬月/仮面ライダーバロン - 湊耀子 / 仮面ライダーマリカ 役
  - 仮面ライダーデューク/仮面ライダーナックル - 湊耀子 役
- ガールズ・イン・トラブル スペース・スクワッド EPISODE ZERO（2017年） - マキ 役[26]

### ネット配信ドラマ
- 仮面戦隊ゴライダー（2017年、auビデオパス） - 湊耀子 / 仮面ライダーマリカ / モモライダー 役[27]
- 仮面ライダーマジェード withガールズリミックス（2025年5月11日、東映特撮ファンクラブ） - 湊耀子 / 仮面ライダーマリカ 役[28]

### CM
- 愛知県警察（2008年） - 彼女 役[2]

### DVD
- ホワイトフラワー プロローグ373（2010年1月25日）[29]
- 色彩タイム（2010年5月28日、ディー・エル・イーコミュニケーションズ）[30]
- 佃井皆美はなぜアクションに生きるのか？feat.金田治（2017年2月8日、ビデオ・パック・ニッポン / 東映ビデオ）[31]

### 舞台
- 山下幼稚宴 奇跡の夜に（2008年12月20日 - 23日、相鉄本多劇場） - 桃太郎 役
- Knock Out Brother -X-（2009年12月、全労済ホールスペース・ゼロ） - 一恵 役
- Dance Presenter BETS! 鬼怒川温泉 美女に野獣（2010年6月16日 - 20日、シアターブラッツ）
- 忍術武芸帖 地の巻『戸隠流忍者三姉妹物語』（2010年6月26日 - 9月26日、浅草花やしき内・花やしき座） - 美奈 役
- わが町（2011年1月 - 29日、新国立劇場・中劇場） - エミリー 役[32]
- ASSH
  - ASSH-DX vol.2『降臨FIGHT』（2011年4月6日 - 12日、吉祥寺シアター） - 初芽 役
  - 第14回本公演『白キ肌ノケモノ』（2011年8月3日 - 7日、新宿シアターモリエール） - 和泉 役
  - 第17回本公演『世界は僕のCUBEで造られる』（2012年11月20日 - 26日、吉祥寺シアター） - 蜘蛛女 役[2]
- Life Pathfinder 2011（2011年8月、新国立劇場・小劇場） - 比丘尼 役 [33]
- wipeout（2011年10月、萬劇場） - 皆美役
- VISUALIVE ペルソナ4 - 里中千枝 役
  - VISUALIVE ペルソナ4（2012年3月15日 - 20日、サンシャイン劇場） [34][35]
  - the EVOLUTION（2012年10月3日 - 9日、天王洲 銀河劇場）
- 柿喰う客『女体シェイクスピア』
  - 絶頂マクベス（2012年4月、吉祥寺シアター / AI・HALL） - マクダフ 役[36]
  - 暴走ジュリエット（2014年10月17日 - 26日、あうるすぽっと）- ジュリエット 役[37]
- リンダリンダ（2012年6月 - 8月、紀伊國屋サザンシアター）[38]
- TIGER & BUNNY THE LIVE（2012年8月24日 - 9月1日、Zepp Tokyo） - ホァン・パオリン / ドラゴンキッド 役[39]
- FROG -新撰組奇留記-（2013年2月1日 - 4日、六行会ホール） - 主演 時田ツカサ 役[1][40]
- 冬の鼠（2013年2月28日 - 3月3日、中目黒キンケロシアター / 3月9日・10日、一心寺シアター倶楽） - 白井未来 役
- タンバリンプロデューサーズ 第12回公演『舞台 鬼切丸』（2013年8月3日 - 11日、吉祥寺シアター） - 小山内鈴香 / 鈴鹿御前 役[41]
- LIVING ADV『STEINS;GATE』（2013年10月12日 - 20日、Zepp DiverCity(TOKYO）） - 阿万音鈴羽 役[42]
- 炎の蜃気楼昭和編シリーズ - 小杉マリー / 柿崎晴家 役
  - 夜啼鳥ブルース（2014年9月17日 - 23日、シアターサンモール） [43]
  - 瑠璃燕ブルース（2015年10月8日 - 13日、シアター1010）[44]
  - 夜叉衆ブギウギ（2016年10月21日 - 30日、シアターサンモール）[45][46]
  - 紅蓮坂ブルース（2017年10月12日 - 17日、シアター1010）[47]
  - 散華行ブルース（2018年8月11日 - 19日、スペース・ゼロ）[48]
- Office ENDLESS『RE-INCARNATION』
  - RE-VIVAL（2014年12月19日 - 29日、スペース・ゼロ / 2015年1月10日・11日、サンケイホールブリーゼ） - 張角 役
  - RE-SOLVE（2015年12月24日 - 29日、スペース・ゼロ / 2016年1月9日・10日、サンケイホールブリーゼ / 1月14日 - 18日、シアター1010） - 関羽雲長 役
  - RE-COLLECT（2018年12月20日 - 27日、スペース・ゼロ） - 関羽 役[49]
- ロック☆オペラ『サイケデリック・ペイン』（2015年4月4日 - 12日、天王洲 銀河劇場 / 4月17日 - 19日、キャナルシティ劇場 / 4月30日 - 5月4日、梅田芸術劇場シアター・ドラマシティ） - リナ 役[50]
- 虚構の劇団
  - 第11回公演『ホーボーズ・ソング HOBO’S SONG〜スナフキンの手紙Neo〜』（2015年8月25日 - 9月6日、東京芸術劇場シアターウエスト / 9月11日 - 13日、近鉄アート館 / 9月17日 - 19日、四国学院大学ノトススタジオ / 9月22日・23日、あかがねミュージアム多目的ホール / 9月26日・27日、内子座） - カナ 役[1][51]
  - 第12回公演『天使は瞳を閉じて』（2016年8月5日 - 14日、座・高円寺1 / 8月20日・21日、あかがねミュージアム多目的ホール / 8月26日 - 28日、AI・HALL / 8月31日 - 9月4日、あうるすぽっと） - ケイ 役[1][52]
- 3D-DELUX『倶利迦羅』（2015年11月24日 - 28日、ストラッドフォードサーカス）
- FAIRY TAIL（2016年4月 - 5月、サンシャイン劇場） - エルザ・スカーレット 役[53]
- 『デルフィニア戦記』 - リィ 役
  - 第一章（2017年1月、天王洲 銀河劇場）[54]
  - 動乱の序章（2018年12月8日 - 13日、渋谷区文化総合センター大和田さくらホール）[55]
  - 獅子王と妃将軍（2019年6月19日 - 23日、東京ドームシティ シアターGロッソ）[56]
- ドラえもん のび太とアニマル惑星（2017年3月26日 - 4月2日、サンシャイン劇場 / 4月7日 - 9日、キャナルシティ劇場 / 4月14日 - 16日、刈谷市総合文化センター 大ホール / 4月21日 - 23日、多賀城市民会館 / 4月29日・30日、森ノ宮ピロティホール） - チッポ 役[57]
- DisGOONie『From Three Sons of Mama Fratelli』『枯れるやまぁ のたりのたりとまほろばよ あぁ 悲しかろ あぁ 咲かしたろ』（2017年6月9日 - 18日、Zeppブルーシアター六本木 / 6月30日 - 7月2日、梅田芸術劇場シアター・ドラマシティ） - 茶々 役[58]
- 少年社中『ピカレスク♦セブン』（2018年1月6日 - 15日、サンシャイン劇場 / 1月20日・21日、サンケイホールブリーゼ / 1月27日、岡崎市民会館あおいホール） - ジャックザリッパー 役[59]
- ブリキの茶袱台（2018年2月7日 - 13日、ビッグツリーシアター） - 主演 三宅明日香 役[60]
- 梅棒 第8回公演『Shuttered Guy』（2018年3月28日・29日、シアター1010 / 3月31日・4月1日、日本特殊陶業市民会館ビレッジホール / 4月6日 - 8日、シアター・ドラマシティ / 4月12日・13日、福岡国際会議場メインホール / 4月18日 - 26日、世田谷パブリックシアター） - あおい 役[61]
- 少女☆歌劇 レヴュースタァライト-The LIVE- シリーズ -  南風涼 役
  - #2 Transition（2018年10月13日 - 21日、天王洲 銀河劇場） [62]
  - #2 revival（2019年7月12日 - 15日、舞浜アンフィシアター）
  - #2 revival Blu-Ray発売記念『遠足のレヴュー』（2020年9月20日、道新ホール）
  - 青嵐- BLUE GLITTER（2020年12月21日 - 27日、天王洲 銀河劇場） - 主演[63][64]
  - エーデル- Delight（2022年2月18日 - 27日、天王洲 銀河劇場）[65][66]
  - 中等部- Rebellion（2023年6月7日 - 12日、飛行船シアター）[67]
  - 青嵐- Baby Blue（2024年9月6日 - 15日、飛行船シアター） - 主演[68]
- 真・三國無双 赤壁の戦い（2019年2月7日 - 17日、シアター1010） - 孫尚香 役[69]
- ミュージカル『いつか one fine day』（2019年4月11日 - 21日、シアタートラム） - 長門マドカ 役[70]
  - コンサート版 ミュージカル『いつか one fine day』（2020年11月5日・6日、神田明神ホール）[71]
- オフィス上の空プロデュース『共骨』（2020年3月7日 - 15日、彩の国さいたま芸術劇場小ホール）[72]
- えのもとぐりむ朗読劇 三部作『コインランドリーカタルシス』（2020年6月23日 - 7月5日、赤坂レッドシアター）[73]
- アサルトリリィ The Fateful Gift（2020年9月3日 - 13日、東京建物 Brillia HALL） - 「御前」役[74]
  - アサルトリリィ Lost Memories（2022年1月20日 - 30日、サンシャイン劇場） - 「御前」役[75]
- 音楽朗読劇『GANG-GirlsAndNeverGiveup-』（2021年2月10日 - 14日、サンシャイン劇場）[76]※公演延期
- Baobab Re:born project vol.2『アンバランス』（2021年7月22日 - 25日、シアタートラム）[77]
- ニンジャバットマン ザ・ショー（2021年11月6日 - 30日、Theater Mixa） - ハーレイ・クイン（黒-KURO-） 役[78]
- Super Eccentric Girls『華 - HANA -』（2021年12月18日 - 26日、東京芸術劇場 シアターウエスト）[79]
- キ上の空論『朱の人』（2022年4月13日 - 17日、本多劇場）[80]
- 薔薇王の葬列（2022年6月10日 - 19日、日本青年館）- ジャンヌダルク 役[81][82]
- 水木英昭プロデュース 蘇州夜曲2022（2022年9月15日 - 19日、紀伊國屋ホール） - 頼子 役[83]
- ソードアート・オンライン -DIVE TO STAGE- （2022年11月8日 - 13日、東京国際フォーラム） - 主演 アスナ 役[84][85]
- 舞台『鋼の錬金術師』（2023年3月8日 - 12日、新歌舞伎座 / 3月17日 - 26日、日本青年館ホール） - リザ・ホークアイ 役[86][87]
  - 舞台『鋼の錬金術師』-それぞれの戦場-（2024年6月8日 - 16日、日本青年館ホール / 6月29日 - 30日、SkyシアターMBS）[88]
- 『チェンソーマン』ザ・ステージ（2023年9月16日 - 10月1日、天王洲 銀河劇場 / 10月6日 - 9日、京都劇場） - 姫野 役[89]
- ハッピーバースデー〜命の唄〜（2023年10月25日 - 29日、紀伊國屋ホール）[90]
- メイジ・ザ・キャッツアイ（2024年2月6日 - 3月3日、明治座） - 浅谷光子 役[91][92]
- 舞台 応天の門（2024年12月4日 - 22日、明治座）[93] - 藤原高子 役
- ミュージカル『Fate/Zero』〜The Sword of Promised Victory〜（2025年1月18日 - 26日、THEATER MILANO-Za / 1月31日 - 2月2日、SkyシアターMBS） - 久宇舞弥 役[94]
  - ミュージカル『Fate/Zero』〜A Hero of Justice〜（2025年9月6日 - 21日〈予定〉、THEATER MILANO-Za）[95][96]

### ゲーム
- 仮面ライダーバトル ガンバライジング（2014年、バンダイ） - 仮面ライダーマリカ 役
- 少女☆歌劇 レヴュースタァライト -Re LIVE-（2020年 - 2024年、ブシロード） - 南風涼 役[97]
- 仮面ライダーバトル ガンバレジェンズ（2023年、バンダイ） - 仮面ライダーマリカ 役

### ショートムービー
- JAEオリジナル ショートムービー - 主演 こずえ 役
  - 「華麗なる追跡 TARGET-標的-」（2015年）
  - 「華麗なる追跡2 〜Dファイル〜」（2015年）

### ライブ
- アクションスター佃井皆美がバンドのヴォーカルとしてステージに立つ初のLIVE（2014年12月5日、恵比寿LIVEGATE TOKYO）[98]

### イベント
- JAE NAKED LIVE「がんばろう 日本！」（2011年）
- JAE "春"プレミアムイベント 〜Jump Up!〜（2016年）

### その他
- CRハイパー海物語 IN カリブ（2007年、有明コロシアム） - ヒロイン 役
- COMPLETE SELECTION MODIFICATION ゲネシスドライバー（2024年3月、バンダイ） - 湊耀子 / 仮面ライダーマリカ 役